# Mestre Bimba – a capoeira iluminada
Mestre Bimba, a Capoeira Iluminada é um filme documentário de longa-metragem que conta a história de Manoel dos Reis Machado, o Mestre Bimba, um grande nome da capoeira e o fundador e criador da Capoeira Regional. A partir de depoimentos de ex-alunos e historiadores, o filme traça um rico painel sobre a cultura negra e a capoeira no Brasil. Produzido em 2005, Mestre Bimba, a Capoeira Iluminada, entrou em cartaz nos cinemas de diversas capitais do Brasil e participou de festivais, entre eles o Festival do Rio. Em 2007, o filme foi lançado em DVD pela Biscoito Fino, e suas primeiras tiragens foram logo esgotadas.

## Ficha técnica
- Realização: Lumen Produções
- Direção: Luiz Fernando Goulart
- Produção: Nina Luz e Claudia Castello
- Co-produção: Publytape Comunicação
- Roteiro Luiz Carlos Maciel
- Fotografia: Rivaldo "Doddy" Agostinho
- Montagem: Daniel Nobre
- Sonorização e Mixagem: Fernando Ariani